# Bart Smals
Bart Max Geert Smals (nascido em 5 de abril de 1970) é um político holandês que atua como membro da Câmara dos Representantes desde 2019. Membro do Partido Popular para a Liberdade e Democracia (VVD), ele presidiu anteriormente ao grupo do partido no conselho municipal de Delft de 2014 a 2019.